# Roadracing-VM 1992
Världsmästerskapen i Roadracing 1992 arrangerades av Internationella motorcykelförbundet och innehöll klasserna 500GP, 250GP och 125GP i Grand Prix-serien samt Superbike, Endurance och Sidvagn. VM-titlar delades ut till bästa förare och till bästa konstruktör. Grand Prix-serien kördes över 13 deltävlingar.
| Klass     | Mästare individuellt                      | Mästare konstruktörer |
| --------- | ----------------------------------------- | --------------------- |
| 500GP     | Wayne Rainey (Yamaha)                     | Honda                 |
| 250GP     | Luca Cadalora (Honda)                     | Honda                 |
| 125GP     | Alessandro Gramigni (Aprilia)             | Honda                 |
| Superbike | Doug Polen (Ducati)                       | Ducati                |
| Endurance | Terry Rymer, Carl Fogarty (Kawasaki)      | -                     |
| Sidvagn   | Rolf Biland/Kurt Waltisperg (LCR-Krauser) | LCR-Krauser           |

## 500 GP
Wayne Rainey vann sin tredje raka titel, precis före Mick Doohan. Doohan dominerade inledningen av säsongen och vann de fyra första tävlingarna, men bröt benet på Assen och tappade ledningen till Rainey, som till slut vann titeln.

### Delsegrare
| Bana           | Vinnare        | Märke  |
| -------------- | -------------- | ------ |
| Suzuka         | Mick Doohan    | Honda  |
| Eastern Creek  | Mick Doohan    | Honda  |
| Shah Alam      | Mick Doohan    | Honda  |
| Jerez          | Mick Doohan    | Honda  |
| Mugello        | Kevin Schwantz | Suzuki |
| Barcelona      | Wayne Rainey   | Yamaha |
| Hockenheim     | Mick Doohan    | Honda  |
| Assen          | Àlex Crivillé  | Honda  |
| Hungaroring    | Eddie Lawson   | Cagiva |
| Magny-Cours    | Wayne Rainey   | Yamaha |
| Donington Park | Wayne Gardner  | Honda  |
| Interlagos     | Wayne Rainey   | Yamaha |
| Kyalami        | John Kocinski  | Yamaha |

### Slutställning
| Placering | Förare         | Team                | Poäng |
| --------- | -------------- | ------------------- | ----- |
| 1         | Wayne Rainey   | Marlboro Yamaha     | 140   |
| 2         | Mick Doohan    | Rothmans Honda      | 136   |
| 3         | John Kocinski  | Marlboro Yamaha     | 102   |
| 4         | Kevin Schwantz | Lucky Strike Suzuki | 99    |
| 5         | Doug Chandler  | Lucky Strike Suzuki | 94    |
| 6         | Wayne Gardner  | Rothmans Honda      | 78    |
| 7         | Juan Garriga   | Ducados Yamaha      | 61    |
| 8         | Àlex Crivillé  | Campsa Honda        | 59    |
| 9         | Eddie Lawson   | Cagiva              | 56    |
| 10        | Randy Mamola   | Budweiser Yamaha    | 51    |

## 250GP
Klassen vanns av det italienska stjärnskottet Luca Cadalora, som fick ett fabrikskontrakt med Marlboro Yamaha efter titeln, vilket innebar att han flyttade upp till 500GP till 1993.

### Delsegrare
| Bana           | Vinnare             | Märke   |
| -------------- | ------------------- | ------- |
| Suzuka         | Luca Cadalora       | Honda   |
| Eastern Creek  | Luca Cadalora       | Honda   |
| Shah Alam      | Luca Cadalora       | Honda   |
| Jerez          | Loris Reggiani      | Aprilia |
| Mugello        | Luca Cadalora       | Honda   |
| Barcelona      | Luca Cadalora       | Honda   |
| Hockenheim     | Pierfrancesco Chili | Aprilia |
| Assen          | Pierfrancesco Chili | Aprilia |
| Hungaroring    | Luca Cadalora       | Honda   |
| Magny-Cours    | Loris Reggiani      | Aprilia |
| Donington Park | Pierfrancesco Chili | Aprilia |
| Interlagos     | Luca Cadalora       | Honda   |
| Kyalami        | Max Biaggi          | Aprilia |

### Slutställning
| Placering | Förare              | Märke   | Poäng |
| --------- | ------------------- | ------- | ----- |
| 1         | Luca Cadalora       | Honda   | 203   |
| 2         | Loris Reggiani      | Aprilia | 159   |
| 3         | Pierfrancesco Chili | Aprilia | 119   |
| 4         | Helmut Bradl        | Honda   | 89    |
| 5         | Max Biaggi          | Aprilia | 78    |
| 6         | Alberto Puig        | Honda   | 71    |

## 125GP
Alessandro Gramigni tog titeln.

### Delsegrare
| Bana           | Vinnare             | Märke   |
| -------------- | ------------------- | ------- |
| Suzuka         | Ralf Waldmann       | Honda   |
| Eastern Creek  | Ralf Waldmann       | Honda   |
| Shah Alam      | Alessandro Gramigni | Aprilia |
| Jerez          | Ralf Waldmann       | Honda   |
| Mugello        | Ezio Gianola        | Honda   |
| Barcelona      | Ezio Gianola        | Honda   |
| Hockenheim     | Bruno Casanova      | Aprilia |
| Assen          | Ezio Gianola        | Honda   |
| Hungaroring    | Alessandro Gramigni | Aprilia |
| Magny-Cours    | Ezio Gianola        | Honda   |
| Donington Park | Fausto Gresini      | Honda   |
| Interlagos     | Dirk Raudies        | Honda   |
| Kyalami        | Jorge Martínez      | Honda   |

### Slutställning
| Placering | Förare              | Märke   | Poäng |
| --------- | ------------------- | ------- | ----- |
| 1         | Alessandro Gramigni | Aprilia | 134   |
| 2         | Fausto Gresini      | Honda   | 117   |
| 3         | Ralf Waldmann       | Honda   | 112   |
| 4         | Ezio Gianola        | Honda   | 105   |
| 5         | Bruno Casanova      | Aprilia | 96    |
| 6         | Dirk Raudies        | Honda   | 91    |